# Louis Hellman
Louis Hellman, MBE (* 1936) ist ein britischer Architekt und Cartoonist. Er ist besonders aufgrund seiner Cartoons aus der Welt der Architektur und seiner Archi-tetes Zeichnungen bekannt, in denen er bekannte Architekten im Stil ihrer Bauwerke karikiert. Seine Zeichnungen und Illustrationen wurden in zahlreichen Zeitungen und Zeitschriften veröffentlicht, unter anderem seit 1967 im Architects journal.

## Leben
Hellman studierte Architektur an der „Bartlett School of Architecture“ des University College London und am École des Beaux-Arts in Paris. Er ist Mitglied des RIBA. 1993 wurde er aufgrund seiner Verdienste für die Architektur als Member des Order of the British Empire (MBE) ausgezeichnet.

## Ausstellungen
- 1979: Architectural Association (AA), Großbritannien
- 1991, 1993: Interbuild Großbritannien
- 1996: Cambridge, Großbritannien
- 2000: Soane-Museum
- 2001: Barcelona, Spanien

## Veröffentlichungen
- Architecture A to Z. A Rough Guide. Wiley, Chichester 2001, ISBN 978-0-471-48957-3.
- Architektur für Anfänger („Architecture for beginners“). Rowohlt Taschenbuchverlag, Reinbek 1988, ISBN 978-3-499-17551-0[1].
- Archi-Têtes The ID in the Grid. Wiley, Chichester 2000 ISBN 978-0-471-98860-1.